# Callisthenia plicata
Callisthenia plicata là một loài bướm đêm thuộc phân họ Arctiinae, họ Erebidae.